# Syed Kamall
Syed Salah Kamall, baron Kamall (ur. 15 lutego 1967 w Londynie) – brytyjski polityk i inżynier pochodzenia hinduskiego, deputowany do Parlamentu Europejskiego VI, VII i VIII kadencji, par dożywotni.

## Życiorys
Absolwent inżynierii elektronicznej na Uniwersytecie w Liverpoolu i ekonomii w London School of Economics. Stopień doktora uzyskał w 2004 na City University w Londynie.
Pracował jako analityk systemów biznesowych, a także pracownik naukowy na różnych uczelniach (m.in. w Leeds). Zajmował się także doradztwem w ramach firm konsultingowych. Przez kilkanaście lat przewodniczył stowarzyszeniu konserwatywnemu w okręgu wyborczym Vauxhall.
W 2005 objął po raz pierwszy mandat posła do Parlamentu Europejskiego. W wyborach w 2009 z listy Partii Konserwatywnej skutecznie ubiegał się o reelekcję. W PE VII kadencji został członkiem nowej grupy o nazwie Europejscy Konserwatyści i Reformatorzy, a także wiceprzewodniczącym Komisji Spraw Konstytucyjnych. W 2014 został wybrany na kolejną kadencję. W VIII kadencji PE stanął na czele frakcji poselskiej ECR, w 2017 został jej współprzewodniczącym. Mandat europosła wykonywał do 2019.
W 2020 ogłoszono jego nominację na barona, jako par dożywotni zasiadł w Izbie Lordów. We wrześniu 2022 powołany na parlamentarnego podsekretarza stanu w departamencie cyfryzacji, kultury, mediów i sportu.